# Patrimoni
|  | Per a altres significats, vegeu «Patrimoni (desambiguació)». |

Patrimoni és un concepte que fa referència al conjunt d'objectes o béns que es posseeix. S'utilitza en diversos àmbits des de la biologia, patrimoni gènic, cultural, patrimoni de la Humanitat i del dret i l'economia, en aquests dos casos amb significats no exactament coincidents.

## Concepte econòmic
En economia el patrimoni es defineix com la riquesa, expressada en termes monetaris, d'un subjecte en un determinat instant. En la comptabilitat el patrimoni d'una empresa són els seus béns, drets i obligacions que l'empresa posseeix: 
Actiu(A)= Béns+Drets
Passius(P)= Obligacions
A-P = Capital Propi
El patrimoni com objecte científic de la comptabilitat, va ser proposat pels seguidors dels corrents científics del patrimonialisme i del neopatrimonialisme.
El patrimoni així és una variable de l'estoc, ja que està lligat a un instant determinat, i com a tal es contraposa al concepte de rendiment que és la riquesa des del punt de vista dinàmic i la seva mesura al llarg del temps.

## Concepte jurídic
En el dret el patrimoni és el conjunt d'aspectes jurídics que tenen un contingut econòmic que posseeix una persona física o una persona jurídica. Dins d'aquest conjunt hi entren els aspectes de l'actiu (crèdits) com els del passiu (dèbits).